# Кузнецов, Александр Сергеевич (хоккеист)
Александр Сергеевич Кузнецов (род. 24 января 1940, СССР) — советский хоккеист, нападающий, воспитанник школы московского «Спартака», мастер спорта СССР (1961), тренер.

## Биография
Выступал за московский «Спартак» (1958—1963), в составе которого провёл 101 матч; киевское «Динамо» (1963—1967); прокопьевский «Шахтёр» (1967—1968); раменский «Сатурн» (1968—1970) и «Автомобилист» из Ермака (1970—1971). Всего в чемпионатах Советского Союза провёл 170 матчей, в которых забросил 38 шайб.
После окончания игровой карьеры был тренером норильского «Локомотива» (1971—1972).
8 декабря 2016 года под своды домашней арены «Спартака» был поднят именной свитер Александра Кузнецова с номером 15.

## Достижения
- Чемпион СССР — 1962[3].
- Бронзовый призёр чемпионата СССР — 1963[3].